# Tour du Poitou-Charentes
Il Tour du Poitou-Charentes (nome ufficiale Tour Poitou-Charentes en Nouvelle-Aquitaine) è una corsa a tappe maschile di ciclismo su strada che si svolge nella regione di Nuova Aquitania, in Francia, ogni anno nel mese di agosto. Fondata nel 1987, dal 2005 fa parte circuito UCI Europe Tour, classe 2.1.

## Storia
Fondata nel 1987 come competizione riservata ai dilettanti, a partire dal 1992 fu aperta ai professionisti. Si sviluppa su cinque tappe, una delle quali a cronometro.

## Albo d'oro
Aggiornato all'edizione 2024.
| Anno | Vincitore          | Secondo               | Terzo                |
| ---- | ------------------ | --------------------- | -------------------- |
| 1987 | Jean-Louis Conan   | Marc Poncel           | Nicolas Dubois       |
| 1988 | Pascal Peyramaure  | André Urbanek         | Jacques Decrion      |
| 1989 | Pavel Tonkov       | Thierry Lezin         | Romes Gajnetdinov    |
| 1990 | Jurij Manujlov     | Vadim Šabalkin        | Arvid Tammesalu      |
| 1991 | Kim Andersen       | Christophe Manin      | Artūras Kasputis     |
| 1992 | Pascal Lance       | Laurent Bezault       | Eddy Seigneur        |
| 1993 | Thierry Marie      | François Simon        | Francis Moreau       |
| 1994 | Philippe Gaumont   | Hervé Boussard        | Frédéric Laubier     |
| 1995 | Nicolas Aubier     | Arnaud Prétot         | Laurent Roux         |
| 1996 | Eddy Seigneur      | Jacky Durand          | Emmanuel Magnien     |
| 1997 | Joaquim Andrade    | Stéphane Barthe       | Uwe Peschel          |
| 1998 | Lauri Aus          | David Millar          | Marc Streel          |
| 1999 | Christophe Moreau  | Jean-Cyril Robin      | Lauri Aus            |
| 2000 | Floyd Landis       | Peter Wrolich         | Marcel Gono          |
| 2001 | Jens Voigt         | Ivajlo Gabrovski      | Lauri Aus            |
| 2002 | Guido Trentin      | Sylvain Chavanel      | Nicolas Jalabert     |
| 2003 | Jens Voigt         | Sylvain Chavanel      | Jørgen-Bo Petersen   |
| 2004 | Stéphane Barthe    | Ronald Mutsaars       | Jimmy Engoulvent     |
| 2005 | Sylvain Chavanel   | Christophe Moreau     | Linas Balčiūnas      |
| 2006 | Sylvain Chavanel   | Rick Flens            | Jussi Veikkanen      |
| 2007 | Thomas Voeckler    | Émilien-Benoît Bergès | Lars Boom            |
| 2008 | Benoît Vaugrenard  | Kevyn Ista            | Florian Morizot      |
| 2009 | Gustav Larsson     | Brett Lancaster       | David Le Lay         |
| 2010 | Jimmy Engoulvent   | Dominique Rollin      | Martin Elmiger       |
| 2011 | Jesse Sergent      | Alex Dowsett          | Michał Kwiatkowski   |
| 2012 | Luke Durbridge     | Jérémy Roy            | László Bodrogi       |
| 2013 | Thomas Voeckler    | Jesús Herrada         | Michail Ignat'ev     |
| 2014 | Sylvain Chavanel   | Svein Tuft            | Cyril Lemoine        |
| 2015 | Tony Martin        | Adriano Malori        | Jonathan Castroviejo |
| 2016 | Sylvain Chavanel   | Wilco Kelderman       | Nélson Oliveira      |
| 2017 | Mads Pedersen      | Jonathan Castroviejo  | Jempy Drucker        |
| 2018 | Arnaud Démare      | Sylvain Chavanel      | Yoann Paillot        |
| 2019 | Christophe Laporte | Tony Gallopin         | Niki Terpstra        |
| 2020 | Arnaud Démare      | Josef Černý           | Joey Rosskopf        |
| 2021 | Connor Swift       | Bruno Armirail        | Morten Hulgaard      |
| 2022 | Stefan Küng        | Kévin Vauquelin       | Pierre Latour        |
| 2023 | Søren Wærenskjold  | Bruno Armirail        | Mirco Maestri        |
| 2024 | Søren Wærenskjold  | Fredrik Dversnes      | Samuel Leroux        |